# Jaroslav Janda
Jaroslav Janda (1. ledna 1884 Vysoký Újezd – 24. září 1969) byl český legionář, autor unikátního deníku Moje vzpomínky na světovou válku 1914–1918, kde zábavně a zvídavě líčí svoje vlastní zážitky ze světového válečného konfliktu. I před vypuknutím 1. světové války však strávil na vojně mnoho let, a "oslavil" tam devatery Vánoce.

## Biografie
V aktivu byl skoro čtyři roky v letech 1905–1908, kdy mu vojnu prodloužil císař pán jako následek anexe Bosny a Hercegoviny Rakousko-Uherskem. Potom dalších téměř 5 let strávil v 1. světové válce.
V databázi legionářů Vojenského historického ústavu je veden jako četař 11. zdravotního oddílu – byl tzv. "sanitérákem" a měl za úkol starat se o zraněné.
Jako rakousko-uherský voják byl odvelen na srbskou frontu a byl zajat po dobytí Valjeva srbskou armádou v prosinci 1914. V následujícím roce 1915 absolvoval v období října až prosince strašlivou zajateckou anabázi ze Srbska přes Albánii až na mořské pobřeží do tehdejší Porty Valony (Vlora), cestu lodí na Asinaru a pobyt ve zdejším zajateckém táboře a poté cestu do Francie a pobyt v několika tamějších táborech.
Do sboru českých dobrovolníků legionářů vstoupil ještě před jeho oficiálním povolením podáním žádosti 4. 10. 1917 v táboře v Carpentras, od 12. března 1918 byl ve výcviku, poté přesunut na frontu, účastnil se bojů u Vouziers a Terronu. Část výcviku absolvoval jako vojín u 21. pěšího pluku, poté byl přeřazen k 22. pěšímu pluku, kde sloužil u 2. praporu. Zažil tak i zákopovou válku na západní frontě, či útok Yperitem.
Demobilizován byl 10. května 1919. Vrátil se ke svému občanskému povolání v Planografii v Krakovské ulici na Novém Městě v Praze, zásahů legií na obranu mladé republiky v roce 1919 se již neúčastnil.

## Deníková próza
V průběhu zajetí si Jaroslav Janda vedl podrobné deníkové zápisky s uvedením dat a podrobným časovým popisem pochodu zajatců přes Albánii do přístavu Vlora. Ty se mu však v době jeho působení na frontě ve Francii ztratily. V roce 1934 dostal darem dva prázdné vázané sešity, vrátil se tedy k myšlence své zážitky popsat a 1. listopadu téhož roku se dal do práce. Paměť již mohla tehdy padesátiletého muže trochu šálit, zdůrazňoval však, že přes možné drobné nepřesnosti v uváděných datech jednotlivých událostí bude psát jen o tom, co skutečně prožil. Zápisky dokončil po dvou měsících práce na Silvestra téhož roku. Ač původem z vesnice – Vysokého Újezdu u Prahy, s pouze základním vzděláním a vykonávajícím dělnickou profesi (byl dělníkem a později vedoucím zásobování v planografii na Novém Městě v Praze), byl Jaroslav Janda vzorem a prototypem samouka. Zkušeností ze života v různých evropských zemích využíval k vlastnímu vzdělávání se, ke srovnávání poměrů u nás doma a v cizině. Často byl inspirován tím, jak se žije v cizině, ale viděl i nesporná pozitiva českého života a necítil se osobně ani jako příslušník českého národa v tomto srovnání nijak zaostale.
Deník je ke stažení na webu www.legionarjaroslavjanda.cz, kde je k nalezení i spoustu doplňujících materiálů, fotek nebo slovník pojmů. O společné práci na redakci deníku, přípravě webu a zážitcích Jaroslava Jandy hovořila 8. června 2014 v Českém rozhlase Radiožurnálu jeho pravnučka Anna Sálová. Přepis rozhovoru pak vyšel i v rekordním čase v publikaci 100 statečných. Pasáže a fotografie z deníku Jaroslava Jandy si můžete prohlédnout i v nové publikaci nakladatelství Argo Přišel befel do císaře pána.

## Deníky současníků
Paměti dvou vojáků popisují obdobnou válečnou zkušenost, tj. pobyt a boje na srbské frontě, přechod přes albánská pohoří, převoz na Asinaru a pobyt v zajateckých táborech ve Francii. Jedná se o:
- Válečné zápisky Josefa Maříka, rodáka ze středočeských Křečovic, od roku 2003 publikované na pokračování v elektronickém časopise vydávaném obcí pod názvem „Křečovické listy“.[7]
- Paměti Josefa Šrámka z Ústí nad Labem, pobývajícího na Asinaře v táboře Stretti, ve Francii pak např. v La Sable Vendee.